# Misión de Nuestra Señora del Pilar y Santiago de Cocóspera
La Misión de Nuestra Señora del Pilar y Santiago de Cocóspera, es una de las misiones jesuíticas en el desierto de Sonora, fundada por el padre jesuita Eusebio Francisco Kino, ubicada en el antiguo y extinto poblado de Cocóspera, situada al borde de la carretera Federal No. 2 en el tramo Ímuris y Cananea, en el norte de Sonora.

## Contexto geográfico
Sobre los asentamientos protohistóricos de este valle de Cocóspera (actualmente dentro del municipio de Imuris) se conoce aún poco aunque, citando al equipo arqueológico que recientemente ha estado estudiando el lugar, «las aldeas de esa área suelen relacionarse con el desarrollo del llamado periodo Prehispánico Tardío (entre 1150 y 1450 d.C.); se ha identificado cerámica de los tipos Santa Cruz Policromo y Tanque Verde Rojo sobre Café, por lo general asociados con grupos pimas. Los o'odham (o pimas altos) continuaron siendo, de facto, uno de los grupos más representados de esta área durame los siglos XVI y XVII, y tuvieron una activa participación en las rutas comerciales que comunicaban a la región con el Mar de Cortés.»
En principio el lugar elegido para establecer esta misión se encuentra «en un punto donde se unen varios valles y del cual parten diversas rutas —hacia el desierto, la sierra y el Norte—, hecho que evidentemente fue benéfico para la colonización de la región, durante los primeros cien años de la misión, de esta localización privilegiada se derivaron grandes daños, pues la hizo un blanco fácil para todo tipo de rebeldes, en especial para los apaches. que al menos en dos de sus ataques incendiaron el templo, sin que hoy se sepa a ciencia cierta si la iglesia fue reconstruida otras tantas veces o solamente rehabilitada.

## Fundación
La primera visita por el padre Eusebio Francisco Kino fue el 19 de enero de 1689, donde acompañó al padre visitador Manuel González, después de San Ignacio y antes de Nuestra Señora de los Remedios. Era un valle habitado por indígenas del grupo Pima Alto, hablantes del dialecto himeri. Primero fue asignado a esa misión, el padre Juan del Castillejo, y luego Pedro Sandoval, y posteriormente Juan Bautista Barli.  
En 1696, ya se había edificado la casa para el misionero, pero el 25 de enero del 1697, quemaron la iglesia y la casa del padre, misma que para el 22 de abril fue reedificada. En 1704, ya se había construido la iglesia, todavía mejor que la de Dolores y la de Remedios. 
Con su pintoresca apariencia neoclásica, parece esconder en sus muros la intensa historia de las misiones de la Pimería Alta. Su peculiaridad no está tanto en sus raros y bellos elementos arquitectónicos como en el hecho, bastante extraordinario, de ser un templo reconstruido en varias ocasiones en menos de un siglo.

## El padre Kino
Artículo principal: Eusebio Francisco Kino
Kino cabalgó y evangelizó, la Pimería Alta, que comprende el norte de Sonora y el sur de Arizona. Sin embargo, lo que trabajó con ahínco como misionero fue un territorio más o menos de la mitad de tamaño, cuyos extremos aproximados son Tucson, al norte; el río Magdalena  y sus tributarios, al sur y al este; y Sonoyta, al oeste. En dicho territorio fundó dos docenas de misiones, ¿Qué queda de esas construcciones? Según muchos investigadores, solo fragmentos de paredes en lo que fue la misión de Nuestra Señora del Pilar y Santiago de Cocóspera.

## Abandono
Edificación actual se hizo entre 1780 y 1790, dirigida por Fray Santiesteban, financiado por el convento de la Santa Cruz de Querétaro. Santiesteban salió de ahí en 1801, pero otros franciscanos fueron asignados ahí.  La misión ha perdurado por más de dos siglos, después de la independencia. La población empezó a decaer. En diciembre de 1851 se produjo un intento fallido de establecer una colonia por parte de Charles de Pindray. El pueblo de misión fue casi completamente abandonado hacia 1870. 
La falta de mantenimiento y el terremoto de 1887 inicio el colapso y destrucción de los restos del templo de la misión.